# Muori delay
Muori delay è la decima traccia, nonché primo singolo di Requiem, quarto album studio del gruppo alternative rock italiano Verdena.
Alberto Ferrari suona il basso nelle registrazioni del CD Requiem in Muori delay (e anche in Was?, penultima traccia dello stesso album), mentre nelle esibizioni live le due canzoni sono regolarmente eseguite da Roberta Sammarelli, la bassista del gruppo.

## Video musicale
Il videoclip, diretto da Marco Gentile, è stato diffuso a partire dal 22 marzo 2007. È stato inoltre prodotto da Sebastiano Jodice, Guido Cella e Francesca Albano con il montaggio di Igor Ragazzi e la fotografia di Luca Esposito e Mauro Chiarello. La post produzione è stata affidata a "baseK".
Scene del gruppo che suona a bordo piscina, si alternano a inquadrature di nuotatrici di nuoto sincronizzato.
Il video termina con un'inquadratura subacquea dei tre membri della band che nuotano vestiti, subito dopo essersi gettati in acqua.

## Accoglienza
Il singolo è stato definito da Andrea Pomini sulla rivista musicale Rumore «un improbabile quanto riuscito connubio tra Led Zeppelin, Fu Manchu e Ritmo Tribale.»

## Tracce
Edizioni musicali Jestrai/Universal Music Italia srl.
1. Muori delay – 2:42 (Alberto Ferrari)

## Formazione
Crediti tratti dal libretto dell'album:
- Alberto Ferrari – voce, chitarre, basso
- Luca Ferrari – batteria, "conclusioni"
- Andrea "Chaki" Gaspari – rhodes